# Heliconius idalion
Heliconius idalion är en fjärilsart som beskrevs av Gustav Weymer 1893. Heliconius idalion ingår i släktet Heliconius och familjen praktfjärilar. Inga underarter finns listade i Catalogue of Life.